# 3Dムービーメーカー
3Dムービーメーカー(3D Movie Maker)は、1995年にマイクロソフトから発売された幼年向け3D動画制作ソフトウェア。製作はマイクロソフトの子会社であるマイクロソフトキッズである。

## 概要
Windows 95専用ソフトとして、英語版は1995年、日本語版は1996年6月28日に発売された。希望小売価格は7800円。キャッチコピーは「今日からキミも映画監督！」。
このソフトでは3DCGのキャラクターを配置したり、動かしたり、音楽を流したり、キャラクター同士で会話させることだけでなく、それを".3mm"および".vmm"形式で保存して友達に送ることが可能である。つまり、1995年という時代の制約がありながら児童でも3Dアニメーションの製作を可能とするソフトウェアであった。キャラクターのことを「タレント」、オブジェクトのことを「大道具」と呼ぶなど、使われる用語も映画撮影を模しており、3Dが初めての児童にも分かりやすいように配慮されていた。1995年当時は教育用ソフトウェアとしてマイクロソフト社が普及活動を行い、日本でも小学校のパソコンなどに導入されていた。
日本では拡張キットとして、小学館からドラえもんのデータが収録された「ドラえもんキャラクターキット」（標準価格3800円）が発売され、セットでお買い得な「マイクロソフトキッズ 3Dムービーメーカー&ドラえもんキャラクターキット」（標準価格11000円）としても販売された。1996年にはマイクロソフト株式会社が「3Dムービーメーカーコンテスト」を主催し、1996年当時のコロコロコミックでも「3Dムービーメーカーコンテスト」の告知が行われ、「ドラえもんキャラクターキット」を使った動画で1部門を設けて募集を行うなど、かなり大きくプッシュされた。そのため、小学生を中心とする個人のクリエーターによって、ドラえもんの3Dデータを使ったあまり品のよくない動画の制作に活用された。Windows 95/98世代の製品だが、Windows XP世代でも動いたため、折しも2000年代後半に登場したYouTubeやニコニコ動画などの動画サービスに動画が大量に投稿され、広く閲覧された。2000年代後半のニコニコ動画では「3Dムービーメーカー ドラえもん」「3Dドラえもん」として親しまれていた。
1995年の製品であり、256色の色数制限があるなど、2000年代末よりニコニコ動画の定番となった3Dアニメーション制作ソフトであるMikuMikuDance（2008年初版リリース）と比較しても非常に原始的な動画しか作れないのと、Windows 8以降では正式対応していない（64bit版Windows 10でも一応動く）ため、2010年代以降にはあまり使用されることがなくなった。しかしMikuMikuDance用のMMDモデルをわざわざ3Dムービーメーカーに取り込んで動画を製作する熱狂的なクリエーターも存在する。
このソフトの英語版の最終バージョンである Nickelodeon 3D Movie Makerには、『ぎゃあ!!!リアル・モンスターズ』や『ロッコーのモダンライフ』や『レンとスティンピー』からのキャラクターが収録されていた。
海外では1998年に、3Dムービーメーカーを作って作った作品を投稿するコミュニティサイト「3dmm」を有志が開設。3Dムービーメーカーの公式販売終了後は、ソフトが3dmmで非公式に配布されていた。3dmmではマリオ、シンプソンズ、ポケモンのmodなどが配布されており、それらを使った動画が制作され続けていた。
2022年5月にオープンソース化され、ソースコードが公式にGitHubで公開された。
プレイヤーに映画作りの手引きをしてくれるキャラクター・マグジーの日本語版の声は、龍田直樹が担当している。

## システム要件
- Windows 95（またはMicrosoft Windows NTのWindows NT 3.51以前）
- 12MB以上のハードディスク空き容量[5]
- 8MBのメモリー[5]
- 16ビットサウンドカードとスピーカー[5]

## オープンソース化
「ハードウェア・ソフトウェアのネクロマンサー」を自称する人物から「3Dムービーメーカーを復活させたい」という要望を受けたMicrosoftは、2022年5月に3Dムービーメーカーをオープンソース化した。ただし、公開されたリポジトリ https://github.com/microsoft/Microsoft-3D-Movie-Maker は、歴史的な参照用として開発は行わないようにアーカイブ化されている。

## トリビア
- レンダリングエンジンである「BRender」の開発は、ゲームボーイ用ソフト『X』やスーパーファミコン用ソフト『スターフォックス』などで知られるアルゴノートソフトウェアが担当した。ゲームエンジンとしては、のちに『カーマゲドン』などでも採用された。2022年、3Dムービーメーカー本体とともにオープンソース化された。
- 2008年にMikuMikuDanceがリリースされる以前、素人でも3D動画を製作できるソフトウェアとして、黎明期のニコニコ文化の一端を担った。ニコニコ動画では、MikuMikuDanceの動画制作者が「〇〇P」と呼ばれるのに対して、3Dムービーメーカーの動画制作者は「〇〇監督」と呼ばれる文化があった。
- 2018年1月30日放送の「ビビット」（TBS系）、2019年2月17日放送の「ワイドナショー」（フジテレビ系）では、本作を利用して制作された作品が「エルサゲート」の例として紹介された。